# Praag-Slivenec
Praag-Slivenec (Tsjechisch: Praha-Slivenec) is een gemeentelijk district van de Tsjechische hoofdstad Praag. Het grootste gedeelte van het district bestaat uit de wijk Slivenec, verder ligt de wijk Holyně in Praag-Slivenec. Het district is onderdeel van het administratieve district Praag 5.
Slivenec en Holyně horen sinds het jaar 1974 bij Praag. Daarvoor waren het zelfstandige gemeenten. Praag-Slivenec grenst in het noorden aan de districten Praag 13 en Praag 5, in het oosten aan Praag-Velká Chuchle, ten zuiden van Slivenec liggen Praag-Lochkov en Praag 16-Radotín en aan de westzijde ligt Praag-Řeporyje.
Praag 1 · Praag 2 · Praag 3 · Praag 4 · Praag-Kunratice · Praag 5 · Praag-Slivenec · Praag 6 · Praag-Lysolaje · Praag-Nebušice · Praag-Přední Kopanina · Praag-Suchdol · Praag 7 · Praag-Troja · Praag 8 · Praag-Březiněves · Praag-Ďáblice · Praag-Dolní Chabry · Praag 9 · Praag 10 · Praag 11 · Praag-Křeslice · Praag-Šeberov · Praag-Újezd · Praag 12 · Praag-Libuš · Praag 13 · Praag-Řeporyje · Praag 14 · Praag-Dolní Počernice · Praag 15 · Praag-Dolní Měcholupy · Praag-Dubeč · Praag-Petrovice · Praag-Štěrboholy · Praag 16-Radotín · Praag-Lipence · Praag-Lochkov · Praag-Velká Chuchle · Praag-Zbraslav · Praag 17-Řepy · Praag-Zličín · Praag 18-Letňany · Praag 19-Kbely · Praag-Čakovice · Praag-Satalice · Praag-Vinoř · Praag 20-Horní Počernice · Praag 21-Újezd nad Lesy · Praag-Běchovice · Praag-Klánovice · Praag-Koloděje · Praag 22-Uhříněves · Praag-Benice · Praag-Kolovraty · Praag-Královice · Praag-Nedvězí